# Arthur Zborzil
Arthur Zborzil (Viena, Imperi Austrohongarès, 15 de juliol de 1885 − 15 d'octubre de 1937) fou un tennista austrohongarès, guanyador d'una medalla d'argent olímpica en els Jocs Olímpics d'Estocolm 1912 en la modalitat de dobles masculins, junt a Felix Pipes i sota la bandera austríaca. També havia competit en els Jocs Olímpics de Londres 1908 tant en categoria individual i de dobles masculins però sense el mateix èxit.

## Jocs Olímpics

### Dobles
| Any  | Campionat                       | Parella     | Oponents                      | Resultat           |
| ---- | ------------------------------- | ----------- | ----------------------------- | ------------------ |
| 1912 | Jocs Olímpics, Estocolm, Suècia | Felix Pipes | Harold Kitson Charles Winslow | 6−4, 1−6, 2−6, 2−6 |